# 読売新聞社杯全日本選抜競輪
読売新聞社杯全日本選抜競輪（よみうりしんぶんしゃはいぜんにほんせんばつけいりん）は毎年2月下旬（あるいは2月8日 - 2月11日）に開かれる競輪のGI競走であり、略称としては全日本選抜競輪・全日本選抜がある。

## 概要
本大会は競輪の売上回復の起爆剤として、1951年から1968年まで開催された「全国都道府県対抗争覇競輪（のち全国都道府県選抜競輪に改称）」を参考に、1985年に当時5番目の特別競輪として創設された。ただ、かつて開催されていた「全国都道府県選抜競輪」では、開催予定であった第26回大会（1969年）が開催地として予定していた甲子園競輪場の地元住民の反対によって開催10日前に急遽中止となっただけでなく、そのまま大会自体が廃止となった経緯があり、本大会を復活させる際には様々な議論がなされた。
特別競輪（現在のGI）相当のビッグレースがそれまで存在しなかった夏季に主として避暑地の地方都市を舞台に開催することを目指して発足し、1985年の第1回より「全日本選抜競輪」という名称で開催された。そのため、冬季の開催となった現在に至るまでGI競走の中では寬仁親王牌・世界選手権記念トーナメントと同様に地方都市での開催が多いのが特徴であり、今後開催地が決定している2027年の第42回大会に至るまで、開催地は青森競輪場での5回が最多である。
当初は6日制だったが、1996年の第12回から4日制に短縮されている。

### 賞金
優勝賞金は、2020年の第35回大会では本賞金が2850万円に増額されたため、副賞込みで3040万円となったが、2021年の第36回大会では副賞が減額された（逆に2着・3着は増額）ため再び3000万円（副賞込み）となった。2022年の第37回大会以降は優勝賞金は毎年増額されており、2025年の第40回大会では本賞金のみで4000万円となった。
以下は、直近の決勝戦における各着順の賞金額。（ ）内は副賞（1 - 3着に授与）を含んだ金額。単位は万円。
| 回     | 1着            | 2着            | 3着                | 4着   | 5着   | 6着   | 7着   | 8着   | 9着   |
| ------ | -------------- | -------------- | ------------------ | ----- | ----- | ----- | ----- | ----- | ----- |
| 第39回 | 3,800（4,000） | 1,969（2,009） | 1,270.3（1,294.3） | 913.9 | 743.0 | 619.2 | 516.0 | 473.4 | 446.6 |
| 第40回 | 4,000（4,190） | 2,048（2,088） | 1,321（1,345）     | 950.5 | 772.7 | 644.0 | 536.6 | 492.3 | 464.5 |

## 歴史
当初は6日制だったが、1996年の第12回から4日制に短縮されている。また、2001年度から実施された競輪の番組制度改革に伴い、2001年の第17回から以下のように変更された。
- 開催時期がそれまでの7月下旬 - 8月上旬の間から11月に変更。
  - 年末開催になったことにより、KEIRINグランプリ出場の事実上の最終選考会的な要素（優勝者は自動的に同レースに出走できる）が含まれるようになった。
- 読売新聞社から社杯が授与されるようになり、それに伴い開催名称が現在の名称に変更された。
- 本大会の出場選定方法も見直され、ふるさとダービー （4月、6月、8月の3回にわたって地方都市の競輪場で開催）の各決勝戦に勝ち上がった9選手（計27選手）がシードされ、そのうち上位入賞3選手（計9選手）が特別選抜予選（2次予選に自動的に勝ち上がり）へ出場できるようになった。

2005年の第21回から開催時期が12月に変更され、さらに2005年度よりふるさとダービーが全日本選抜競輪のトライアル競走ではなくなったため、ふるさとダービーの各決勝戦上位入賞3選手が特別選抜予選にシードされるシステムはわずか4年で廃止された。
2009年の第25回から本大会の開催時期が8月に移行し、以前のような夏季開催が復活した。これにより、本大会はKEIRINグランプリへの最終選考会的な要素が含まれなくなった。
2012年度から、特別競輪（GII以上）のレース体系の再見直しによる日程のバランス調整のため、開催時期を年度末の2月に再変更し2008年以来の冬季開催となり、現在に至る。なお、2012年度の大会は2013年2月開催だったため、2012年の同大会は日程調整上行わなかった。
第36回大会（2021年）では、COVID-19の影響で当初は入場制限を行った上で開催される予定だったが、緊急事態宣言が延長された事もあり無観客での開催に変更となった。また、第37回大会（2022年）は前年度同様の影響で事前抽選を行って当選者のみ取手本場に入場可能となった。なお、第38回大会（2023年）では当初高知本場の滞留人数を最大4,593名とする予定だったが、2月15日に撤廃された。なお、競輪のGI開催で入場制限が設けられなかったのは2020年の同大会以来となった。
第39回大会（2024年）では、1月1日より発生した令和6年能登半島地震を受け、令和6年能登半島地震復興支援競輪として実施された。

## 出場選手選抜方法
読売新聞社杯全日本選抜競輪の出場選手は、各都道府県において最も成績を残している選手を中心に選抜される。毎回若干変更・修正されるものの、概ね以下の資格順位により正選手108名、補欠選手8名を選抜する。
- 選考期間…前年6月 - 11月（6か月）、選考月…12月、最低出走回数…24出走（ただし変更になる可能性がある）

1. S級S班在籍者
2. 過去3回以上優勝した者（開催時S級1班所属が条件）
3. 開催時S級1班在籍選手のうち47都道府県それぞれにおいて平均競走得点1位の者
ただし、選考時において1年以上同じ都道府県に在籍している選手に限る
また、S級1班が不在の都道府県からは誰も選出しない
4. 全国を8つに分けた地区[注 4]毎の平均競走得点1 - 3位の者
5. 選手選考対象期間において2ヶ月以上JCFトラック種目強化指定（A）に所属した者（開催時S級1班所属が条件）
6. 残余は平均競走得点上位者より順次選抜

なお、補欠選手は正選手を除く平均競走得点上位者からさらに順次選抜される。
また、正選手のうち、S級S班在籍者と平均競走得点上位者の合計27名については、特別選抜予選に出走できる。

## 勝ち上がり方式
初日〜4日目すべて12レース。
| 優秀   | 初日          | 0002日目000   | 0003日目000 | 最終日        |
| ------ | ------------- | ------------- | ----------- | ------------- |
| 優秀   |               | STR賞（1）    | 準決勝（3） |               |
| 優秀   | 特選予選（3） | 二次予選（6） |             | 00決勝（1）00 |
| 優秀   | 一次予選（9） |               |             |               |
| 敗者戦 | 00-00         | （5）         | （9）       | （11）        |

- 初日

「一次予選」  合計9レース行われ、各レース1 - 4着36名が「二次予選」進出。
「特別選抜予選」  一次予選の後に合計3レース行われ、各レース1 - 3着9名は無条件で2日目の「スタールビー賞」と、3日目の「準決勝」進出権利が同時に得られる。4 - 9着18名は「二次予選」進出。
- 2日目

「二次予選」  合計6レース行われ、各レース1 - 3着18名が「準決勝」進出。
「スタールビー賞」  二次特別選抜予選として、最終レースに行われる。失格にならない限り、9名全員が「準決勝」進出。
- 3日目

「準決勝」  後半3レース。各レース1 - 3着9名が「決勝」進出。
- 4日目（最終日）

「決勝」  最終レース。上位3着は表彰式で表彰台に上がることができる。また、優勝者には優勝インタビューやウイニングランなどが執り行われる。
「特別優秀」 「決勝」前の合計2レース。「準決勝」各レース4 - 6着9名と、二次予選敗退選手による3日目「特選」各レース1 - 3着9名の18名により行われる。
その他、2日目以降に予選敗退者を対象とした「特一般」（2日目）、「一般」、「選抜」、「特選」（3日目以降）が開催される。

### 過去
二次特別選抜予選「スタールビー賞」は、1994年（第10回大会）に限り、共同通信社提供による「共同通信社杯ルビーカップ」として行われた。また、2007年（第23回大会）までは、初日の「特別選抜予選」4 - 6着9名が2日目の「優秀」に進み、そこでの6着までが準決勝進出となった。

## 過去の優勝者
| 回 | 開催年 | 開催場     | 優勝者     | 優勝者 | STR賞勝者  | STR賞勝者 |
| 回 | 開催年 | 開催場     | 氏名       | 府県   | 氏名       | 府県      |
| -- | ------ | ---------- | ---------- | ------ | ---------- | --------- |
| 1  | 1985年 | 前橋       | 佐々木昭彦 | 佐賀   | 滝澤正光   | 千葉      |
| 2  | 1986年 | 熊本       | 井上茂徳   | 佐賀   | 井上茂徳   | 佐賀      |
| 3  | 1987年 | 京都向日町 | 滝澤正光   | 千葉   | 中野浩一   | 福岡      |
| 4  | 1988年 | 青森       | 中野浩一   | 福岡   | 坂本勉     | 青森      |
| 5  | 1989年 | 前橋       | 中野浩一   | 福岡   | 坂本勉     | 青森      |
| 6  | 1990年 | 青森       | 井上茂徳   | 佐賀   | 井上茂徳   | 佐賀      |
| 7  | 1991年 | 久留米     | 鈴木誠     | 千葉   | 滝澤正光   | 千葉      |
| 8  | 1992年 | 岸和田     | 梶応弘樹   | 愛媛   | 坂本勉     | 青森      |
| 9  | 1993年 | 青森       | 高木隆弘   | 神奈川 | 吉岡稔真   | 福岡      |
| 10 | 1994年 | 大垣       | 高橋光宏   | 群馬   | 神山雄一郎 | 栃木      |
| 11 | 1995年 | 青森       | 神山雄一郎 | 栃木   | 俵信之     | 北海道    |
| 12 | 1996年 | 宇都宮     | 海田和裕   | 三重   | 神山雄一郎 | 栃木      |
| 13 | 1997年 | いわき平   | 児玉広志   | 香川   | 神山雄一郎 | 栃木      |
| 14 | 1998年 | 青森       | 山田裕仁   | 岐阜   | 市田佳寿浩 | 福井      |
| 15 | 1999年 | 大垣       | 吉岡稔真   | 福岡   | 金田健一郎 | 大阪      |
| 16 | 2000年 | 名古屋     | 金古将人   | 福島   | 伊藤保文   | 京都      |
| 17 | 2001年 | 花月園     | 濱口高彰   | 岐阜   | 太田真一   | 埼玉      |
| 18 | 2002年 | 岸和田     | 村上義弘   | 京都   | 松本整     | 京都      |
| 19 | 2003年 | 高知       | 佐藤慎太郎 | 福島   | 有坂直樹   | 秋田      |
| 20 | 2004年 | 大垣       | 内林久徳   | 滋賀   | 齋藤登志信 | 山形      |
| 21 | 2005年 | 岸和田     | 加藤慎平   | 岐阜   | 小野俊之   | 大分      |
| 22 | 2006年 | いわき平   | 合志正臣   | 熊本   | 神山雄一郎 | 栃木      |
| 23 | 2007年 | 熊本       | 山崎芳仁   | 福島   | 佐藤友和   | 岩手      |
| 24 | 2008年 | 西武園     | 三宅伸     | 岡山   | 荒井崇博   | 佐賀      |
| 25 | 2009年 | 大垣       | 山崎芳仁   | 福島   | 井上昌己   | 長崎      |
| 26 | 2010年 | 宇都宮     | 佐藤友和   | 岩手   | 成田和也   | 福島      |
| 27 | 2011年 | 岸和田     | 伏見俊昭   | 福島   | 佐藤慎太郎 | 福島      |
| 28 | 2013年 | 松山       | 平原康多   | 埼玉   | 深谷知広   | 愛知      |
| 29 | 2014年 | 高松       | 村上博幸   | 京都   | 松岡健介   | 兵庫      |
| 30 | 2015年 | 静岡       | 山崎芳仁   | 福島   | 新田祐大   | 福島      |
| 31 | 2016年 | 久留米     | 渡邉一成   | 福島   | 諸橋愛     | 新潟      |
| 32 | 2017年 | 取手       | 平原康多   | 埼玉   | 武田豊樹   | 茨城      |
| 33 | 2018年 | 四日市     | 新田祐大   | 福島   | 諸橋愛     | 新潟      |
| 34 | 2019年 | 別府       | 中川誠一郎 | 熊本   | 松浦悠士   | 広島      |
| 35 | 2020年 | 豊橋       | 清水裕友   | 山口   | 和田健太郎 | 千葉      |
| 36 | 2021年 | 川崎       | 郡司浩平   | 神奈川 | 郡司浩平   | 神奈川    |
| 37 | 2022年 | 取手       | 古性優作   | 大阪   | 平原康多   | 埼玉      |
| 38 | 2023年 | 高知       | 古性優作   | 大阪   | 古性優作   | 大阪      |
| 39 | 2024年 | 岐阜       | 郡司浩平   | 神奈川 | 東口善朋   | 和歌山    |
| 40 | 2025年 | 豊橋       | 脇本雄太   | 福井   | 郡司浩平   | 神奈川    |

## 今後の開催予定
- 第41回 - 2026年 2月20日 - 23日 - 熊本競輪場 (19年ぶり3度目)
- 第42回 - 2027年 2月20日 - 23日 - 広島競輪場 (初開催)

## エピソード
- 第40回（2025年）までで、完全優勝（予選・準決勝とも全て1着）達成者は、1名[15]。
  - 井上茂徳（第2回）

また、同一大会でスタールビー賞1着選手が優勝したケースは、井上茂徳のほか郡司浩平（第36回）、古性優作（第38回）の3名のみ。
- 連覇は、中野浩一（第4回・第5回）、古性優作（第37回・第38回）の2名のみ。

- 第9回（1993年）では、3日目（8月1日）第10レースにて8名が失格したため単勝式のみ成立、複勝式と連勝式の車券が全返還となった[注 5]。レースはスタート直後から二番手を争う2選手（うち一人は梶應弘樹[注 6]）が過剰に牽制し合ったことで後続の6名とともに終始スローペースとなり、結果先頭を走った1着選手は2着以下に約20mもの差をつけてゴールとなった。1着以外の梶應を含めた8名全員が敢闘精神欠如[注 7]による悪質失格と判定され即あっせん保留、即日帰郷の措置が取られた[注 8]（のち改めて長期あっせん停止の処分が下されている）。なお、岸和田競輪場では同日16時前、この判定結果に納得いかなかった場内のファン約300人が払い戻しなどを要求し窓ガラスや自動払戻機を破損させ、さらには新聞紙に火をつけ車券発売窓口に突っ込むなどの暴動を起こし、警察官が出動する騒ぎが起きた。また立川競輪場でも同様に、5〜6人が事務所に押し掛ける騒ぎが起きた[17]。

- 第40回では、脇本雄太が初優勝。脇本はこれまで当大会以外のGI5大会は既に全て制覇しており、この優勝によって全GI6大会を制覇、史上5人目（現行のGI6大会制では新田祐大以来3人目）となるグランドスラム達成となった。またKEIRINグランプリも既に制覇しており、2023年に表彰制度が出来て以降初となるグランプリスラムも同時に達成した。

## 決勝戦テレビ中継
- 決勝戦のテレビ中継は、これまでテレビ東京系列がほぼ独占していたが、2006年以降は日本自転車振興会（現JKA）が「KEIRIN」としてスポンサーとなり、読売新聞社系列の日本テレビとその系列局にて放送されている[注 9]。

- 2015年（第30回）からは坂上忍を司会に起用し、坂上忍の勝たせてあげたいTVのタイトルで放映されている。この他、2011年（第27回）までは独立放送局でも違う内容で中継を放映するケースがあった[注 10]。